# Шелли, Мэри
Мэ́ри Ше́лли (англ. Mary Shelley, урождённая Мэри Уолстонкрафт Годвин англ. Mary Wollstonecraft Godwin) (30 августа 1797, Лондон — 1 февраля 1851, там же) — английская писательница, автор готического романа «Франкенштейн, или Современный Прометей» (1818), который считается ранним примером научной фантастики. Она также редактировала и продвигала произведения своего мужа, поэта-романтика и философа Перси Биши Шелли. Её отцом был политический философ Уильям Годвин, а матерью — философ и активистка-феминистка Мэри Уолстонкрафт.
Мать Мэри умерла менее чем через месяц после её рождения. Её воспитывал отец, который дал ей богатое, хотя и неформальное образование, поощряя её придерживаться его собственных анархистских политических теорий. Когда ей было четыре года, её отец женился на соседке Мэри Джейн Клермонт, с которой у Мэри сложились непростые отношения.
В 1814 году у Мэри завязался роман с одним из политических последователей её отца, Перси Биши Шелли, который уже был женат. Вместе со своей сводной сестрой Клэр Клермонт Мэри и Перси уехали во Францию и путешествовали по Европе. По возвращении в Англию Мэри была беременна ребёнком Перси. В течение следующих двух лет они с Перси столкнулись с остракизмом, постоянными долгами и смертью их преждевременно родившейся дочери. Они поженились в конце 1816 года, после самоубийства первой жены Перси Шелли, Харриет.
В 1816 году пара и сводная сестра Мэри, как известно, провели лето с лордом Байроном и Джоном Уильямом Полидори недалеко от Женевы, Швейцария, где Шелли задумала идею своего романа «Франкенштейн». Шелли уехали из Великобритании в 1818 году в Италию, где их первые двое детей умерли до того, как Шелли родила своего последнего и единственного оставшегося в живых ребёнка, Перси Флоренс Шелли. В 1822 году её муж утонул, когда его парусная лодка затонула во время шторма близ Виареджо. Год спустя Шелли вернулась в Англию и с тех пор посвятила себя воспитанию сына и карьере профессионального писателя. Последнее десятилетие её жизни преследовала болезнь, вызванная скорее всего опухолью головного мозга, которая убила её в возрасте 53 лет.
До 1870-х годов Шелли была известна главным образом своими усилиями по публикации произведений своего мужа и своим романом «Франкенштейн», который остается широко читаемым и вдохновил множество театральных и киноадаптаций. Недавние исследования позволили получить более полное представление о достижениях Шелли. Ученые проявляют все больший интерес к её литературным произведениям, особенно к её романам, которые включают исторические романы «Вальперга» (1823) и «Перкин Уорбек» (1830), апокалиптический роман «Последний человек» (1826) и два её последних романа «Лодор» (1835) и «Фолкнер» (1837). Изучение её менее известных работ, таких как книга о путешествиях «Странствия по Германии и Италии» (1844) и биографические статьи для «Кабинетной энциклопедии» Дионисия Ларднера (1829—1846), подтверждают растущее мнение о том, что Шелли оставалась политическим радикалом на протяжении всей своей жизни. В работах Шелли часто утверждается, что сотрудничество и сочувствие, особенно те, которые практикуются женщинами в семье, были способами реформирования гражданского общества. Эта точка зрения была прямым вызовом индивидуалистическому романтическому идеалу, пропагандируемому Перси Шелли, и политическим теориям эпохи Просвещения, сформулированным её отцом Уильямом Годвином.

## Биография
Мэри Шелли родилась в Лондоне, Англия, в семье известной преподавательницы и писательницы Мэри Уолстонкрафт и не менее известного философа и журналиста Уильяма Годвина, придерживавшегося либеральных, анархистских и атеистических взглядов. Её мать умерла вскоре после родов, и отец, вынужденный опекать Мэри и её единоутробную сестру Фэнни Имлей, вскоре женился снова. Под его руководством Мэри получила великолепное образование, что было редкостью для девушек того времени.
Она встретила Перси Биша Шелли, такого же вольнодумца и радикала, как и её отец, когда Перси и его первая жена Гарриет посетили дом Годвинов в Лондоне. Летом 1814 года он и Мэри, которой тогда было только 16, полюбили друг друга. Они сбежали во Францию вместе со сводной сестрой Мэри, Кларой Клэрмонт. Это был второй побег поэта, так как он уже сбегал вместе с Гарриет тремя годами раньше. Возвратившись несколько недель спустя, молодая пара была поражена тем, что Годвин не захотел их видеть.
Утешением для Мэри стали её работы и Перси, который стал, несмотря на разочарование и трагедию, любовью всей её жизни. Перси также был более чем удовлетворён своей спутницей в первые годы. Он радовался тому, что Мэри могла «чувствовать поэзию и понимать философию» — хотя она, так же как и до неё Гарриет, отказалась от его предложения разделить её с его другом Томасом Хоггом. Таким образом Мэри поняла, что верность Перси идеалам свободной любви всегда будет конфликтовать с его внутренним стремлением к «настоящей любви», о которой он писал во многих своих стихах.
В январе 1816 г. у них родился сын Вильям; его назвали в честь отца Мэри.
30 декабря 1816 г., вскоре после того, как жена Перси покончила жизнь самоубийством, он и Мэри венчались. В сентябре 1817 г. родилась дочь Клара, умершая через год. В июне следующего года скончался Вильям, а 12 ноября родился сын Флоренс. Перси утонул в июле 1822 г., возвращаясь из Ливорно домой на шхуне «Ариэль».
До 1870-х годов Шелли была известна главным образом своими попытками опубликовать работы своего мужа, а также своим романом «Франкенштейн», который по-прежнему популярен и вдохновил многих людей на создание театральных и кинематографических экранизаций.
Умерла Мэри Шелли 1 февраля 1851 года.

## Женевское озеро и «Франкенштейн»
В мае 1816 года Мэри Годвин, Перси Шелли и их сын ездили в Женеву с Клэр Клэрмонт. Они собирались провести лето с поэтом лордом Байроном, результатом отношений Клэр с которым стала её беременность. Они прибыли на место 14 мая, а Байрон присоединился к ним только 25 мая вместе со своим врачом Джоном Уильямом Полидори. В это время Мэри Годвин просит обращаться к ней как к миссис Шелли. В деревне с названием Колоньи, рядом с Женевским озером, Байрон снимал виллу, а Перси Шелли — более скромный дом, зато прямо на берегу. Они проводили время за творчеством, катанием на лодке и ночными беседами.
«Лето было сырым и холодным, — вспоминала впоследствии Мэри, — беспрестанный дождь целыми днями не выпускал нас из дому». Помимо многочисленных тем для разговоров, речь зашла об экспериментах философа и поэта XVIII века Эразма Дарвина. Считалось, что он занимался вопросами гальванизации (в то время термин «гальванизация» означал не создание металлических покрытий электрогальваническим способом, а процесс воздействия электрического тока, — по методу Луиджи Гальвани, — на мёртвый организм, которое вызывало сокращение мышц и видимость оживления), и осуществимости возвращения мёртвого тела или разрозненных останков обратно к жизни. Даже ходили слухи, что он всё-таки смог оживить мёртвую материю. Сидя у камина на вилле Байрона, компания развлекалась также чтением немецких рассказов о привидениях. Это натолкнуло Байрона на предложение о том, чтобы каждый из них написал «сверхъестественный» рассказ. Вскоре после этого, во сне Мэри Годвин привиделась идея о написании «Франкенштейна»:
Мне привиделся бледный учёный, последователь оккультных наук, склонившийся над существом, которое он собирал воедино. Я увидела омерзительного фантома в человеческом обличии, а потом, после включения некоего мощного двигателя, в нём проявились признаки жизни, его движения были скованы и лишены силы. Это было ужасающее зрелище; и в высшей степени ужасающими будут последствия любых попыток человека обмануть совершенный механизм Творца.
Мэри начала работу над произведением, которое изначально должно было быть в жанре новеллы. Под влиянием энтузиазма Перси Шелли новелла выросла до размеров романа, ставшего для неё первым и получившим название «Франкенштейн, или Современный Прометей». Этот роман был опубликован в 1818 году, первое издание было анонимным. Позже она описывала то лето в Швейцарии как период, «когда я впервые перешагнула из детства в жизнь».

## Репутация
Мэри Шелли была воспринята всерьёз как писатель, хотя рецензенты часто пропускали политическую направленность её работ. После её смерти, однако, она в основном запомнилась как жена Перси Биша Шелли и как автор «Франкенштейна». В записях о письмах Мэри Шелли, опубликованных в 1945 году, редактор Фредерик Джонс писал: «Коллекция нынешнего размера всевозможных произведений не может быть оправдана общим качеством писем или важностью Мэри Шелли как писателя. Но тот факт, что она жена Перси Биша Шелли, вызывает у нас интерес» (англ. «A collection of the present size could not be justified by the general quality of the letters or by Mary Shelley’s importance as a writer. It is as the wife of Percy Bysshe Shelley that she excites our interest»).

## Основные произведения
- История шестинедельного путешествия / History of Six Weeks' Tour through a Part of France, Switzerland, Germany, and Holland, with Letters Descriptive of a Sail round the Lake of Geneva, and of the Glaciers of Chamouni (1817)
- Франкенштейн, или Современный Прометей / Frankenstein; or, The Modern Prometheus (1818)
- Матильда[англ.] (1819)
- Вальперга[англ.] (1823)
- Последний человек (1826)
- Судьба Перкина Уорбека[англ.] (1830)
- Лодор[англ.] (1835)
- Фолкнер[англ.] (1837)

Художница и литератор Люси Мэдокс Браун написала беллетризированную биографию писательницы, представив её как своё альтер эго.

## Киновоплощения
- 1931 -  Франкенштейн
- 1935 — «Невеста Франкенштейна». В роли Мэри Шелли — Эльза Ланчестер
- 1972 — «Шелли» / Shelley. В роли Дженни Агуттер / Jenny Agutter.
- 1973 — Byron libérateur de la Grèce ou Le jardin des héros. В роли Анни Делби / Anne Delbée.
- 1986 — «Готика». В роли — Наташа Ричардсон
- 1988 — «Грести по ветру» / Remando al viento, Испания. В роли — Лиззи МакИннерни
- 1990 — «Франкенштейн освобождённый». В роли Бриджит Фонда
- 1990 — «Горец» (Франция-Канада). Эпизод The Modern Prometheus (1997). В роли Трейси Киттинг / Tracy Keating.
- 2003 — «Байрон» (Великобритания, режиссёр Джулиан Фарино). В роли Салли Хокинс.
- 2004 — «Мэри Шелли» / Mary Shelley. В роли Сара Аллен / Sarah Allen.
- 2012 — «Жить с Франкенштейном» / «Living with Frankenstein» (сериал). В роли Дженнифер Нила Пейдж / Jennifer Neala Page.
- 2013 — «Франкенштейн в любви» / Frankenstein in Love. В роли Сара Аткинсон / Sara Atkinson.
- 2014 — «Франкенштейн и вампир» / Frankenstein and the Vampyre: A Dark and Stormy Night. В роли Анна Тейлор Гордон / Hannah Taylor Gordon
- 2015 — «Хроники Франкенштейна» / «The Frankenstein Chronicles» (сериал). В роли Анна Максвелл Мартин / Anna Maxwell Martin.
- 2016 — «Второй шанс» / «Second Chance» (USA). В роли — Дилшад Вадсариа / Dilshad Vadsaria.
- 2017 — «Красавица для чудовища» / Mary Shelley. В роли Эль Фэннинг / Elle Fanning.
- 2020 — «Призраки виллы Диодати» / «The Haunting of Villa Diodati», эпизод фантастического телесериала «Доктор Кто». В роли Лили Миллер / Lili Miller.
- 2020 — «Франкенштейн. Начало». В роли Аликс Уилтон Риган.